# 5001 EMP
إي أم بي (ويعرف أيضًا باسم 5001 إي أم بي وفق تسمية الكوكب الصغير) (بالإنجليزية: EMP)‏ هو كويكب ضمن حزام الكويكبات؛ وترتيبه 5001 من حيث الاكتشاف.
اكتُشف هذا الجُرم الفلكي بواسطة Edward L. G. Bowell ‏ في 19 سبتمبر 1987.

## وصلات خارجية
- 5001 EMP في قاعدة بيانات مختبر الدفع النفاث لأجرام النظام الشمسي الصغيرة

- الاكتشاف · مخطط المدار ·  العناصر المدارية · المعلمات المادية

- 5001 EMP على موقع ويكي سكاي: DSS2, SDSS, GALEX, IRAS, Hydrogen α, X-Ray, Astrophoto, Sky Map, Articles and images